# How I Killed Pluto and Why It Had It Coming
How I Killed Pluto and Why It Had It Coming (littéralement Comment j'ai tué Pluton et pourquoi il l'a mérité) est un mémoire écrit par l'astronome américain Mike Brown en 2010,,.